# Dirk Martens (Buchdrucker)

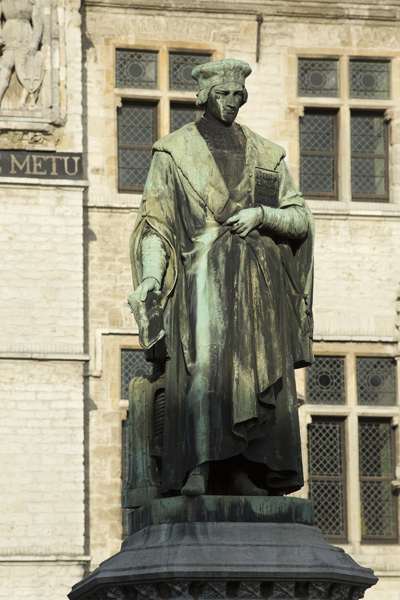
Standbild für Dirk Martens von Jean Geefs in Aalst

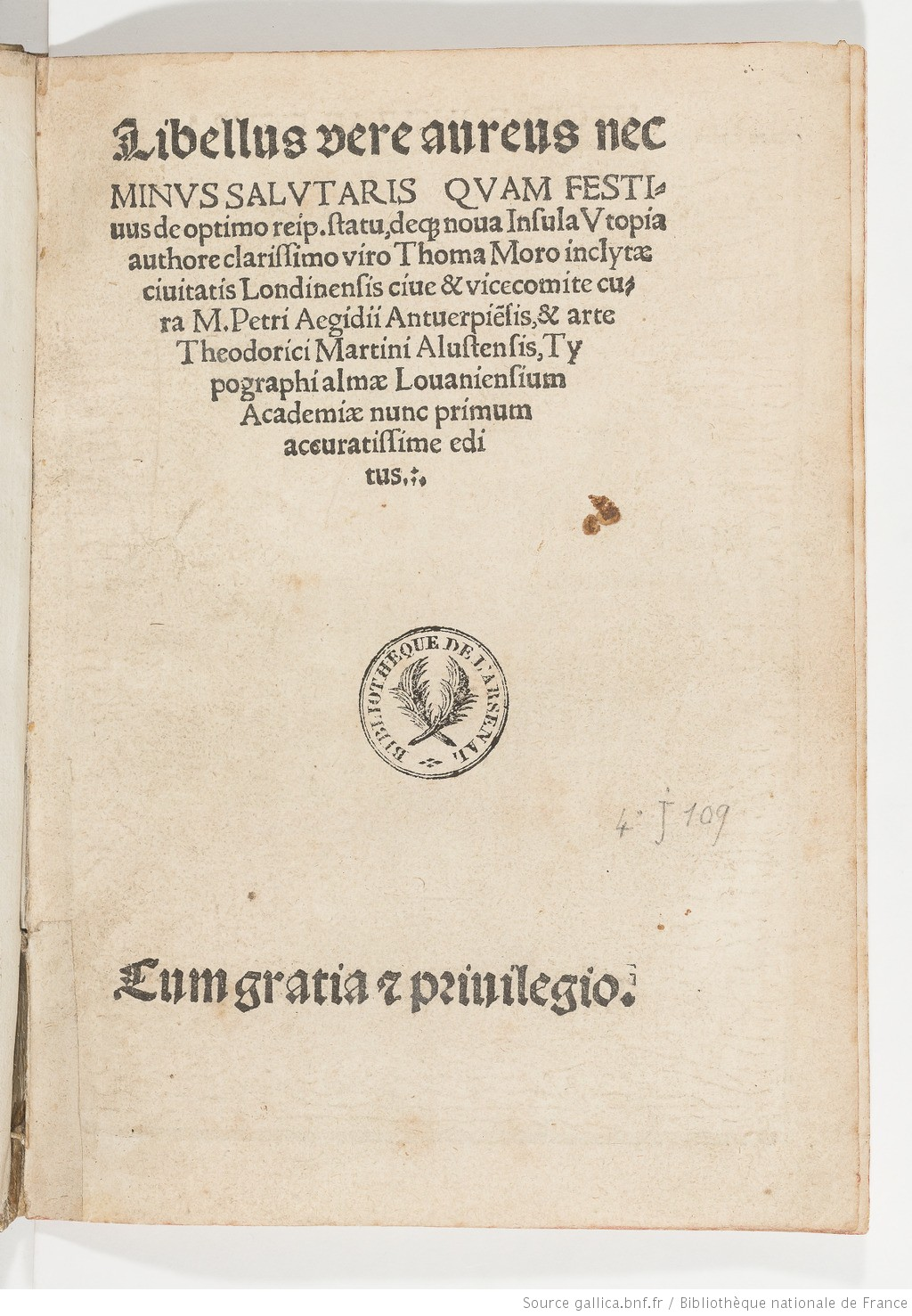
Erstdruck der Utopia von Thomas Morus 1516 in Löwen

Dirk Martens oder Thierry Martens (Theodoricus Martinus) (* 1446 oder 1447 in Aalst; † 2. Mai 1534 ebenda) war ein flämischer Drucker, der besonders die Humanisten unterstützte. Er war der Erste, der in den Niederlanden mit griechischen und hebräischen Buchstaben druckte.

## Leben und Werk
Aus einer bürgerlichen Familie in Aalst stammend, lernte Dirk Martens bei den örtlichen Benediktinern die alten Sprachen und erhielt eine Ausbildung beim Drucker Gerardus de Lisa, der aus derselben Gegend stammte, in Treviso nahe Venedig. 1473 richtete Dirk Martens seine eigene Druckerei in Aalst ein, wahrscheinlich in Zusammenarbeit mit Johann von Westfalen. 1474 trennten sie sich, indem Johannes nach Löwen ging. Vermutlich zwischen 1474 und 1485 importierte Martens als Teodorico Aleman (?) Bücher aus Spanien, wahrscheinlich von Sevilla und Murcia aus. Darauf kehrte er bis 1492 nach Aalst zurück, wechselte nach Antwerpen (1492–1497), wo er die Druckerei von Gerard Leeu übernahm, dann nach Löwen (1498–1501), zurück nach Antwerpen (1502–1512) und wieder nach Löwen (1512–1529). Seine Druckerei übernahm der geschäftstüchtige Rutgerus Rescius.
Dann zog er sich nach Aalst zurück und verstarb 1534.
Zu den Autoren, die bei ihm gedruckt wurden, gehörten Pieter Gillis, Gerhard Geldenhauer, Cornelius Schryver (Scribonius Grapheus), Johann Paludanus, Nikolaus von Herzogenbosch, Conrad Goclenius, Juan Luis Vives, Alardus von Amsterdam und Peter de Corte (Curtius). Eine innige Freundschaft verband ihn mit Martin Dorp, Adrianus Barlandus und Erasmus von Rotterdam. Seine Ausgabe von 1491 des „Doctrinale“ von Alexander de Villa Dei enthielt die ersten griechischen Buchstaben in den Niederlanden. Auch druckte er 1516 erstmals die Utopia des Thomas Morus. Für die Ausbildungszwecke des Hebräischunterrichts am Collegium Trilingue in Löwen druckte er 1528 die Grammatik des Johannes Campensis und 1529 die grammatischen Tabellen des Nicolaes Cleynaerts (Clenardus).

## Hinterlassenschaft
Bei der Eroberung von Aalst 1582 durch die Geusen wurde das ganze Archiv von Martens zerstört. 2004 konnte die Bibliothèque royale de Belgique einen Druck von Martens, die Prädikamente von Aristoteles, als Pretiose erwerben. Sein Standbild steht in Aalst auf dem Marktplatz. Seine Editionen:

### Aalst
- Dionysius, Speculum conversionis peccatorum;[1] 1473 (vermutlich das erste gedruckte Buch von Martens)
- Pseudo-Augustinus, Manuale de salutate sive de aspiratione animae ad Deum; 1473
- Enea Silvio Piccolomini, Historia de duobus amantibus; 1474
- Baptista Mantuanus, De Vita Beata; 1474 (erstes Buch nur unter dem Namen Martens)
- Alexander de Villa Dei, Doctrinale; 1491

### Antwerpen
- Christoph Kolumbus, Epistola de insulis nuper inventis; 1493
- Desiderius Erasmus, Lucubratiunculae; 1503 (Reprint 1509)
- Erasmus, Panegyricus; 1504
- Rudolf Agricola, Opuscula nonnulla; 1511
- Erasmus, Laus stultitiae sive Moriae encomium; 1512 (Reprint des Originals 1511)

### Löwen
- Erasmus, Lucianus; 1512 (Reprint 1516)
- Erasmus, De ratione studii, mit Guilielmus Goudanus, Odae; 1512
- Plutarchus, De tuenda bona valetudine (übers. von Erasmus); 1513
- Lucian, De luctu (übers. von Erasmus); 1513
- Hadrianus Barlandus, Fabulae; 1513 (2. Aufl.)
- Cornelius Grapheus, Gedichte, mit Erasmi Lucubratiunculae aliquot; 1514
- Virgil, Versuum ex Bucolicis Vergilii proverbialium collectanea; 1514
- Erasmus, De constructione octo partium libellus; 1514 (Juli, 2. Auflage November, 3. Auflage 1516)
- Gaza (übers. von Erasmus), Grammaticae Institutiones Liber; 1516
- Erasmus, Institutiones principes christiani; 1516 (zwei Drucke im August 1516)
- Erasmus, De octo partium orationis; 1516
- Erasmus, Epistolae aliquot selectae ex Erasmicis; 1516
- Publio Fausto Andrelini, Epistolae proverbialis et morales; 1516
- Gerard Geldenhouwer, Pompa exequiarum Catholici Hispanorum regis Ferdinandi; 1516
- Thomas Morus, Utopia; 1516
- Erasmus, Epistoles elegantes; 1517
- Geldenhouwer, De ingressu Philippi de Burgundia in ditionem suam; 1517
- Erasmus, Familiarium Colloquiorum Formulae; March 1519 (erweiterte Ausgabe)
- Dictionarium Hebraicum; 1520
- Adrien Amerot, Compendium graecae grammatices; 1521
- Barlandus, Adagiorum epitome; 1521
- Erasmus, Progymnasmata quaedam primae adolescentiae; 1521
- Gillis van Delft, Conclusiones in Sententias Magistri; ohne Jahr
- Johannes Campensis, Ex variis libellis Eliae grammaticorum omnium doctissimi, huc fere congestum est opéra Johannis Campensis, quidquid ad absolutam grammaticam hebràicam est necessarium (Löwen 1528) google-online
- Clenardus, Tabula in grammaticen hebraeam; 1529 (Martens’ letztes bekanntes Buch)

## Einzelbelege
1. ↑  Ijsewijn 2015, S. 114f.
2. ↑  Jozef Ijsewijn: Humanism in the Low Countries. Leuven University Press, 2015, ISBN 978-94-6270-045-1 (englisch, google.be [abgerufen am 10. August 2023]).

| Personendaten    | Personendaten                                                            |
| ---------------- | ------------------------------------------------------------------------ |
| NAME             | Martens, Dirk                                                            |
| ALTERNATIVNAMEN  | Martens, Thiery; Martens, Dierick; Martens, Thierry; Martino, Theodorico |
| KURZBESCHREIBUNG | niederländischer Buchdrucker der Humanistenzeit                          |
| GEBURTSDATUM     | 1446 oder 1447                                                           |
| GEBURTSORT       | Aalst                                                                    |
| STERBEDATUM      | 2. Mai 1534                                                              |
| STERBEORT        | Aalst                                                                    |